# Fundătura, Mureș
Fundătura (în maghiară Mezőalbistelep sau Belsőtelep) este o localitate componentă a orașului Luduș din județul Mureș, Transilvania, România.